# 诺诺阿伊
诺诺阿伊是巴西南大河州的一个市镇。总面积469.313平方公里，总人口12327人，人口密度26.3人/平方公里。